# Indomasonaphis rumicis
Indomasonaphis rumicis är en insektsart. Indomasonaphis rumicis ingår i släktet Indomasonaphis och familjen långrörsbladlöss. Inga underarter finns listade i Catalogue of Life.